# Srebrny Upłaz
Srebrny Upłaz (także: Srebrny Grzebień, Srebrna Grań, niem. Auf der Ebene, Silberkamm, czes. Střibrny hřbet) – rozległe wschodnie i południowo-wschodnie zbocze Smogorni. Jest położony na wysokości 1420–1480 m n.p.m. W większości pokrywa go rumowisko granitowe i porasta kosodrzewina. Rozciągają się z niego widoki m.in. na Śnieżkę, Mały Staw, Wielki Staw i Kotlinę Jeleniogórską.
Przez Srebrny Upłaz prowadzi fragment szlaku:
- Główny Szlak Sudecki: Świeradów-Zdrój – … – Przełęcz Karkonoska – Słonecznik – … – Prudnik